# أم الدباغية
أم الدباغية موقع أثري في سفوح جبل سنجار إلى الغرب من مدينة الحضر في شمال غربي العراق، على شكل تل أبعاده 100 ×85 م وارتفاع 4 م، ومن اسم هذا الموقع، جاءت تسمية ثقافة أم الدباغية التي تمثل مرحلة زمنية ثقافية في تاريخ الهلال الخصيب.

## تنقيب
نقبت في هذا التل الباحثة البريطانية «ديانا كيركبرايد» (D.Kirkbride) بين الأعوام 1971 م و 1974 م، وتم تحديد اثنتي عشرة طبقة أثرية كانت مسكونة في العصر الحجري الحديث، في الفترة بين نهاية الألف السابع وبداية الألف السادس ق.م، أي بين نحو 6200 ق.م و 5750 ق.م.

## العمارة
شيدت منشآت هذا الموقع من الطين لندرة الأحجار وفق مخطط مُسبق، كما غُطيت الجدران وأرضياتها بالملاط. ويمكن تمييز نوعين من الأبنية في هذا الموقع،
- النوع الأول: غرف صغيرة كشفت العشرات منها في صفوف متقابلة، أحياناً على شكل حرف التاء بالاتينية (T)، يصل طولها حتى 25 م، وتفصل بينها جدران سميكة بدعامات خاصة، وهي مبنية من الطين، والقصب والأغصان، ومقسمة إلى حجرات مساحة كل منها نحو 150×175 سم، وليس لهذه الأبنية أبواب أو نوافذ ولا اتصال بينها، ويعتقد أن مداخلها كانت من سقوفها، مما يشير إلى استعمالها كمخازن أو مشاغل حرفية، وذلك أنه قد كشف عن أقنية تصريف وأحواض من الجص محفورة في الأرض.
- النوع الثاني: بيوت سكنية يتألف كل بيت من ثلاث غرف، واحدة للسكن والثانية للطبخ والثالثة مستودع، والجدير بالذكر هنا هو استخدام العقود الطينية في هذه المساكن، وهذا يعد من أقدم الأدلة على بناء الأقواس في الشرق القديم، إضافة إلى المواقد والتنانير والمداخن.

## الفخار
من ما يميز موقع أم الدباغية هو الأواني الفخارية كالأباريق والصحون والجرار والأواني ذوات القواعد والأرجل التي عثر على أنواع مختلفة منها، بعضها بدائي بسيط وخشن والبعض الآخر دقيق الصنع مصقول وجميل ويحمل زخارف هندسية ملونة بالأحمر، أو زخارف بأشكال حيوانية وإنسانية (الحمار البري والوجوه البشرية). وهناك أنواع من الأواني، مزخرفة بطريقة الحز والتمشيط، والأواني المصنوعة من الفخار الأسود المصقول المعروف في الساحل السوري مما يدل على صلة واضحة بين المنطقتين. وعموماً فإن فخار هذا الموقع، الذي تضمَّن أواني تخزين ضخمة، هو أقدم فخار معروف في بلاد الرافدين.

## مشغولات
كما وجدت الأواني الحجرية والأدوات الحجرية التي ضمت رؤوس النبال والمناجل والنصال الصغيرة من حجر السبج (الأوبسيديان)، والأدوات المصنوعة من أحجار البازلت، وأهمها الفؤوس المصقولة إضافة إلى أحجار المقاليع المستخدمة في الصيد، والتماثيل الطينية الإنسانية والحيوانية، التي تمثل في معظمها نساء في وضعية الجلوس دليلاً على انتشار عقيدة الخصب لدى السكان. وهناك أدوات الزينة والخرز المصنوعة من الأحجار الخضراء والرخام والصدف والسبج وهي مواد مستوردة من مناطق مجاورة، سواء من الأناضول شمالاً أو من الخليج العربي جنوباً، والصناعات العظمية كالمخارز والإبر والملاعق والنصال.

## الاقتصاد
لقد عمل سكان المستوطنة بالزراعة وبتربية القطعان إذ وجدت دلائل على زراعة القمح والشعير والحمص والعدس وتدجين الحيوانات ولاسيما الماعز والضأن والبقر والخنزير والكلاب، ويبدو أن حيوان الأخدر (الحمار البري) كان له أثر مهم في حياة هذه المستوطنة وتدل على ذلك كثرة عظامه فيها. كما دلت على الأخدر بقايا الصور الجدارية، ومن بينها لوحة ملونة على جدران أحد المنازل تمثل صيد هذا الحيوان بعد مطاردته ليقع في شباك صيد قوية.
يعد الموقع من أهم وأبكر القرى الأولى في مناطق الزراعة البعلية في شمالي بلاد الرافدين. ويحمل تأثيرات حضارية أتت من الجزيرة السورية والفرات والساحل السوري، ومنه انتشرت الزراعة الباكرة باتجاه وسط بلاد الرافدين وجنوبيها. وتعتقد المنقبة في الموقع «ديانا كيركبرايد»، استناداً إلى دلائل المخازن والأحواض والأقنية الحرفية والصور الجدارية، أن المستوطنة قد تخصصت بصيد الأخدر وتحضير جلوده وتصديرها والمتاجرة بها. وهكذا كانت قطعان الماشية أحد أهم مصادر ثروة أولئك الناس إضافة إلى الموارد الزراعية، وكلها تدل على مرحلة رخاء وتنظيم وإنجازات تقنية عالية ما لبثت أن وجدت طريقها إلى المناطق الأخرى المجاورة.

## فن
بالإضافة لتزين الفخار بالرسومات والألوان رسم سكان موقع أم الدباغية رسوما عديدة على جدران أبنيتهم التي كانت تمثل حيواناتهم المفضلة الأخدر (onager).
تمثل قطيعا وهي تسير باتجاه مصائد وضعت على الأرض.
وتعتبر جداريات ام الدباغية أقدم جداريات مرسومة في حضارة العراق القديم عثر عليها لحد ألان.
ومن الملفت للانتباه ان اسم الموقع الحديث هو أم الدباغية ولعل ذلك له علاقة بجلود الحمر الوحشية ودباغتها منذ عصور ما قبل التاريخ